# Dave Madden
David Joseph "Dave" Madden (Sarnia, Ontario, 17 de diciembre de 1931 - Jacksonville, Florida, 16 de enero de 2014) fue un actor estadounidense de origen canadiense. Su papel más famoso fue en la década de 1970 en la sitcom The Partridge Family, en la que interpretó al mánager del grupo, Reuben Kincaid. Madden tarde tuvo un papel recurrente como el comensal cliente Earl Hicks en la comedia de mediados de la década de 1970 - y mediados de 1980, Alice.

## Primeros años
Sus padres fueron Verna y Roger Madden. Tenía tres hermanos mayores: Mary Roger, una monja que practica en Saint Mary-of-the-Woods College en Indiana; Richard y Jack. Pasó su infancia en Port Huron, Míchigan, y en 1939, fue enviado a vivir con su tía y su tío Bess y Frank Hoff, en Terre Haute, Indiana, después de la muerte de su padre.

## Carrera
Después de dos años presentándose sin éxito en el circuito de clubes nocturnos del sur, viajó a Los Ángeles, donde una noche hizo una apertura exitosa en un club nocturno de Beverly Hills, lo cual dio lugar a ser retenido por 10 semanas, y una recomendación del patrón Frank Sinatra a Ed Sullivan, quien firmó para que Madden se presente por tres noches en The Ed Sullivan Show. Estas apariciones llevaron a su primer compromiso de actuación real, en un espacio de Camp Runamuck, en 1965.

## Vida personal
Madden se casó con Nena Arnold en 1975, y juntos adoptaron una hija, Selena, y tuvieron un hijo, Peter Michael. La pareja se divorció en 1985. Más tarde se casó con su exnovia de la universidad, Sandy Martin, el 28 de mayo de 1998.

## Muerte
Madden murió el 16 de enero de 2014 en Jacksonville, Florida, donde estaba recibiendo cuidados paliativos; de complicaciones del síndrome mielodisplásico.